# International New Thought Alliance
L'International New Thought Alliance è un'organizzazione che raccoglie varie chiese e associazioni che condividono le idee e i principi del New Thought (Chiesa di Scienza Divina, Unity Church, Scienza religiosa, Seicho-No-Ie etc...). La sede centrale si trova a Mesa, in Arizona (Stati Uniti).
L'INTA è stata fondata a Londra, Regno Unito, nel 1914, dando così respiro internazionale alle precedenti organizzazioni nazionali statunitensi dello stesso tipo che erano sorte fin dal 1900.
Il secondo congresso internazionale si tenne l'anno successivo a San Francisco.
Oggi l'organizzazione continua a organizzare un congresso annuale, cura la pubblicazione della rivista New Thought e dichiara di essere in possesso del più vasto archivio esistente di opere e documenti sul New Thought.